# Oregostoma nigripes
Oregostoma nigripes là một loài bọ cánh cứng trong họ Cerambycidae.